# Potrerillos (Panama)
Pour les articles homonymes, voir Potrerillos.
Potrerillos est un corregimiento situé dans le district de Dolega, province de Chiriquí, au Panama. En 2010, la localité comptait 1 562 habitants.